# Detroit Free Press Building
El Detroit Free Press Building es un edificio de oficinas diseñado por Albert Kahn en el Distrito Histórico del Boulevard Washington de Detroit, Míchigan. La construcción comenzó en 1924 y se completó en 1925. Hasta 1998 fue la sede del diario Detroit Free Press. Cruzando la Avenida Cass hacia el sur se encuentra la estación Fort/Cass del Detroit People Mover.

## Características
El edificio tiene 28.090 m² en 14 niveles sobre el suelo y dos sótanos. Cuando se construyó, el albergaba oficinas editoriales y comerciales para el periódico Free Press, así como instalaciones de impresión y espacio de alquiler. Fue encargado por el propietario del diario, el magnate E.D. Stair, por un costo de 6 millones de dólares (unos 27 millones en la actualidad).
Fue diseñado por Albert Kahn, que puso el énfasis en la torre central y las alas laterales. Está unido al Detroit Club por una pasarela sobre un callejón a la altura del tercer piso. Presenta detalles art déco y una construcción en acero revestida con piedra caliza. A su vez tiene semejanzas con las otras dos sedes de periódicos diseñadas por Kahn en Detroitː el Detroit News Building (de 1917) y en el Detroit Times Building (de 1929, demolido en 1975).
El edificio está adornado con figuras en bajorrelieve, esculpidas por Ulysses A. Ricci, entre ellas dos diosas monumentales que simbolizan el Comercio y la Comunicación. Sobre estas hay un arco con búhos, serpientes, pelícanos y caballitos de mar, lo mismo que esculturas de transporte: y en otras zonas de la fachsda, un barco, un tren y un camión. A su vez, Ricci esculpió algunas personalidades vinculadas: Benjamin Franklin, Lewis Cass, Horace Greeley, Charles Dana y George Goodale.
El edificio, ubicado en 321 West Lafayette, ha estado desocupado desde que las oficinas del periódico se mudaron en 1998. Anteriormente fue la sede de Detroit Free Press, y mientras estaba ocupado por el periódico, exhibía grandes letreros de neón del logotipo del periódico en el techo que daba a norte y sur. Las instalaciones de impresión del periódico ocuparon los pisos inferiores del edificio hasta 1979, cuando se abrió una nueva instalación de producción aproximadamente a una milla al suroeste en 1801 West Jefferson Avenue.
Hasta 2014 las oficinas de  Detroit Free Press estuvieron ubicadas en el Detroit News Building, el edificio que Albert Kahn diseñó para The Detroit News en 615 West Lafayette. Debido a que el News Building tiene solo tres pisos, está construido con hormigón armado y revestido con hormigón que parece piedra. Cuando las oficinas de Free Press se mudaron al edificio, ocuparon la parte sur y usaron la dirección de 600 West Fort Street, mientras que The News usó su antigua dirección de 615 West Lafayette. Desde2014, ambos periódicos tienen su sede en el neoclásico Federal Reserve Bank of Chicago Detroit Branch Building en 160 West Fort Street.

## Planes de renovación
Se han propuesto varios planes de renovación durante el tiempo que el edificio estuvo vacante. En la primavera de 2003, el edificio Free Press de Detroit fue agregado a una lista corta de posibles sitios para reemplazar la sede de la Policía de Detroit. Otro candidato fue la Estación Central de Míchigan, que forman parte de los esfuerzos de la ciudad en el desarrollo urbano de Detroit. En febrero de 2009, los propietarios anunciaron que el edificio se convertiría en un escenario de sonido para la producción de Motor City Film Works, pero no fijaron una fecha para la finalización del proyecto.
En junio de 2010, Brownfield Redevelopment Authority aprobó el financiamiento de incentivos para un acuerdo para rehacer el Free Press Building en apartamentos residenciales con oficinas y locales comerciales. En noviembre de 2012, la estructura se puso a subasta porque los propietarios, Luke Investments, no podían ponerse de acuerdo sobre un plan de reurbanización. El edificio se vendió nuevamente en septiembre de 2013 por aproximadamente 4,15 millones de dólares. Los nuevos propietarios esperan comenzar las renovaciones a fines de 2014 para recrear el espacio comercial en el nivel de la calle y 150 apartamentos en los pisos superiores.
En julio de 2018 comenzó una renovación de casi 70 millones de dólares para que tenga un estacionamiento en el sótano, tiendas en la planta baja, oficinas en los pisos 2 y 3, y apartamentos en los pisos 4 a 14.